# Mickey egér játszótere+
A Mickey egér játszótere+ (eredeti cím: Mickey Mouse Clubhouse+) 2025-től sugárzott amerikai 3D-s számítógépes animációs oktató sorozat, amelyet a Disney Television Animation alkotott.
Az Amerikai Egyesült Államokban 2025. július 21-én a Disney Jr., Magyarországon 2025. július 22-én a Disney+ mutatta be.

## Ismertető
Mickey egér, Minnie egér, Donald kacsa, Daisy kacsa, Goofy és Pluto a nézőkkel együttműködve ösztönzik a problémamegoldást egy önálló, lezárt történet során.

## Szereplők

### Főszereplők
| Szereplő     | Eredeti hang    | Magyar hang       | Leírás |
| ------------ | --------------- | ----------------- | --- |
| Mickey egér  | Bret Iwan       | Czető Roland      | A szenzációs hatok derűlátó és laza természetű vezetője. Donald legjobb barátja és Minnie barátja, nagyon türelmes és gondoskodó, különösen hűséges kutyája, Pluto iránt.   |
| Minnie egér  | Kaitlyn Robrock | Mezei Kitty       | Mickey szeretetteljes és talpraesett barátnője, aki imádja a masnikat. Gyakran keveredik túlzó, kalandos helyzetekbe.                                                       |
| Donald kacsa | Tony Anselmo    | Bolba Tamás       | Mickey hirtelen haragú, de alapvetően jószívű barátja. Gyakran mutatja lobbanékony természetét, amit könnyen fel lehet ingerelni.                                           |
| Daisy kacsa  | Tress MacNeille | Orosz Anna        | Donald barátnője és Minnie legjobb barátnője, aki hajlamos könnyen elkalandozni és sokat beszélni. Ennek ellenére jó szándékú, és sok problémát és rejtélyt meg tud oldani. |
| Goofy        | Bill Farmer     | Dézsy Szabó Gábor | Mickey ártatlan és ügyetlen, de jóindulatú barátja. Ügyetlensége miatt gyakran kerül komikus, bohózatszerű helyzetekbe.                                                     |
| Pluto        | Bill Farmer     | Szokol Péter      | Mickey kalandvágyó házikedvence. |
| Pörgönc      | Nem szólal meg  | Nem szólal meg    | Kisméretű, repülő, Mickey-fej formájú robotsegédje. |

### Mellékszereplők
| Szereplő         | Eredeti hang                                  | Magyar hang      | Leírás                                                                                             |
| ---------------- | --------------------------------------------- | ---------------- | -------------------------------------------------------------------------------------------------- |
| Pete             | Jim Cummings                                  | Schneider Zoltán | Mickey barátja és időnkénti ellenfele.                                                             |
| Ludwig Von Drake | Corey Burton                                  | Csuha Lajos      | Tudós, aki különféle témákban mutatja be „szakértői” tudását.                                      |
| Dale             | Corey Burton                                  | N/A              | Mókuspár egyik tagja óvatos, fókuszált és megfontolt, míg a másik laza, kissé butuska és impulzív. |
| Chip             | Tress MacNeille (1. évad) Jan Johns (2. évad) | N/A              | Mókuspár egyik tagja óvatos, fókuszált és megfontolt, míg a másik laza, kissé butuska és impulzív. |
| Clarabelle       | April Winchell                                | Kokas Piroska    | Minnie egyik barátnője, aki a Moo Mart üzletet vezeti, és négy tyúkja van.                         |
| Hilda            | April Winchell                                | Garami Mónika    | Nőstény víziló, aki bármilyen sportban részt vesz.                                                 |
| Willi            | Brock Powell                                  | Törköly Levente  | Barátságos óriás, aki gyermekies és kissé butus.                                                   |
| Clara            | Kaitlyn Robrock                               | Sági Tímea       | Tyúk, aki főként tyúknyelven kommunikál.                                                           |

### Magyar változat
- Főcímdal: Békefi Viktória
- Magyar szöveg: Bankó Marianna
- Dalszöveg: Cseh Dávid Péter
- Hangmérnök és vágó: Bogdán Gergő
- Gyártásvezető: Kablay Luca
- Zenei rendező: Császár-Bíró Szabolcs
- Szinkronrendező: Molnár Ilona
- Produkciós vezető: Szentes Nikolett

A szinkront az Iyuno Hungary készítette.

## Epizódok
| Sor. | Év. | Cím                                                      | Rendező         | Író                   | Premier                              | Gyártási szám |
| ---- | --- | -------------------------------------------------------- | --------------- | --------------------- | ------------------------------------ | ------------- |
| 1.   | 1.  | Mickey új segédje (Mickey's New Helper)                  | Broni Likomanov | Kim Duran             | 2025. július 21. 2025. július 22.    | 101           |
| 2.   | 2.  | Clarabelle új tyúkketrece (Clarabelle's New Coop)        | Broni Likomanov | Lisa Kettle           | 2025. július 22.                     | 102           |
| 3.   | 3.  | Goofy zoknivadászata (Goofy's Sock Hunt)                 | Jeff Gordon     | Mike Kubat            | 2025. július 23. 2025. július 22.    | 103           |
| 4.   | 4.  | Plútó kiskutya (Puppy Pluto)                             | Broni Likomanov | Madeline "Moop" Khare | 2025. július 24. 2025. július 22.    | 104           |
| 5.   | 5.  | Goofy pizzája (Goofy Pizza)                              | Jeff Gordon     | Kim Duran             | 2025. július 25. 2025. július 22.    | 105           |
| 6.   | 6.  | Minnie muzsikáló mozdonya (Minnie's Tune Train)          | Broni Likomanov | Lisa Kettle           | 2025. augusztus 1. 2025. július 22.  | 106           |
| 7.   | 7.  | Békével a méhekkel (Please the Bees)                     | Jeff Gordon     | Mike Kubat            | 2025. augusztus 8. 2025. július 22.  | 107           |
| 8.   | 8.  | Minnie vacsorapartija (Minnie's Dinner Party)            | Broni Likomanov | Madeline "Moop" Khare | 2025. augusztus 15. 2025. július 22. | 108           |
| 9.   | 9.  | Minnie hátizsákos kalandja (Minnie's Backpack Adventure) | Broni Likomanov | Lisa Kettle           | 2025. augusztus 22. 2025. július 22. | 109           |
| 10.  | 10. | Mickey levél-keveredése (Mickey's Mail Mix-Up)           | Jeff Gordon     | Steve Lightner        | 2025. augusztus 29. 2025. július 22. | 110           |

## A sorozat készítése
A Mickey egér játszótere+ sorozatot 2023. augusztus 18-án jelentették be a Disney Jr. & Friends Playdate eseményen, amelyet a Disney California Adventure parkban tartottak a Disneyland Resortban. A projekt eredetileg a Mickey Mouse Clubhouse 2.0 munkacímet viselte. A szereplőgárda nagy része visszatér az eredeti Mickey egér játszótere sorozatból, és a külföldi animációs munkákat a franciaországi Mikros Animation stúdió végzi.